# 日髙義博
日高 義博（ひだか よしひろ、1948年1月18日 - ）は、日本の法学者。専門は刑法。学位は、法学博士（専修大学・1988年）。専修大学名誉教授。学校法人専修大学理事長・専修大学学長・専修大学第9代目総長・司法試験元考査委員を歴任。その他、入間市情報公開・個人情報保護審査会元委員、財団法人石の博物館・奇石博物館監事を務めた。大学院では植松正に師事。宮崎県出身。

## 略歴
- 1948年1月18日 宮崎県に生まれる
- 1966年3月 日向学院高等学校卒業
- 1970年3月 専修大学法学部法律学科卒業
- 1972年3月 明治学院大学大学院法学研究科修士課程修了
- 1975年3月 明治学院大学大学院法学研究科博士課程単位取得退学
- 1975年4月 専修大学法学部専任講師
- 1977年4月 専修大学助教授
- 1980年8月 ドイツ連邦共和国トリーア大学へ留学（1981年7月迄）
- 1981年8月 ドイツ連邦共和国トリーア大学法学部客員教授（1982年3月迄）
- 1984年4月 専修大学教授
- 1988年4月 一橋大学非常勤講師
- 1988年6月 第二東京弁護士会綱紀委員会参与員（1991年7月迄）
- 1988年11月 法学博士（専修大学）（学位論文『不真正不作為犯の理論』）
- 1991年8月 ドイツ連邦共和国トリーア大学にて在外研究（1992年8月迄）
- 1994年4月 慶應義塾大学法学部非常勤講師（1997年3月迄）
- 1996年4月 明治大学法学部兼任講師（2002年3月迄）
- 1996年4月 入間市情報公開・個人情報保護審査会委員（会長）（2006年3月迄）
- 1997年1月 法務省司法試験委員会司法試験第二次試験考査委員（2005年11月迄）
- 1997年6月 ドイツ連邦共和国・マルティン・ルター大学（ハレ大学）法学部客員教授（1997年7月迄）
- 2001年9月 専修大学法学部長（2004年8月迄）
- 2001年9月 学校法人専修大学理事（現在に至る）
- 2002年1月 日本学術振興会科学研究費委員会専門委員（2003年9月迄）
- 2002年9月 法務省法制審議会臨時委員（刑事法部会）（2003年3月迄）
- 2004年4月 専修大学大学院法務研究科（法科大学院）教授（2018年3月迄）
- 2004年9月 専修大学長（2013年9月迄）
- 2004年9月 財団法人大学基準協会評議員（2012年3月迄）
- 2004年9月 公益財団法人川崎市国際交流協会理事（2014年6月迄）
- 2006年4月 社団法人日本私立大学連盟学長会議運営委員（2008年3月迄）
- 2006年11月 学校法人専修大学第7代理事長（専修大学長との兼務）（2021年11月迄）
- 2006年11月 （川崎市）かわさき男女共同参画ネットワーク会長（2010年3月）
- 2008年10月 日本学術会議連携会員（法学委員会）（2014年9月迄）
- 2009年11月 社団法人日本私立大学連盟監事（2014年6月迄）
- 2010年4月 文部科学省大学設置・学校法人審議会学校法人分科会委員（2012年3月迄）
- 2011年3月 一般社団法人大学監査協会理事（2015年3月迄）
- 2012年4月 文部科学省大学設置・学校法人審議会学校法人分科会長（2018年3月31日迄）
- 2014年2月 学校法人専修大学附属高等学校理事長（現在に至る）
- 2014年4月 中華人民共和国四川省区域与国別重点研究基地日本研究中心第一届学術委員会顧問（現在に至る）
- 2014年6月 独立行政法人大学改革支援・学位授与機構大学ポートレート運営会議委員（2021年11月迄）
- 2014年9月 文部科学省私立大学等の振興に関する検討会議委員（2018年8月迄）
- 2016年4月 文部科学省私立大学等の振興に関する検討会議座長代理（2017年3月31日迄）
- 2017年10月23日 文部科学省大学設置・学校法人審議会学校法人分科会学校法人制度改善検討小委員会委員（2018年3月31日迄）
- 2018年3月末 学校法人専修大学専修大学の教授を定年退職
- 2018年4月 一般社団法人日本私立大学連盟理事長会議幹事会委員長（現在に至る）
- 2018年4月1日 文部科学省大学設置・学校法人審議会学校法人分科会特別委員（2020年3月迄）
- 2018年4月5日 専修大学名誉教授
- 2021年11月3日 専修大学常務理事（大学史担当）（2021年12月迄）
- 2021年12月16日 学校法人専修大学総長

## 人物
- 礼節を重んじる人物として知られ、授業の開始時と終了時には必ず起立・礼を行う。
- 居合道5段。刀剣に詳しい。
- 趣味は前述の居合のほかに、尺八や木版画。尺八は屋号を持っている。また、木版画に関しては著書の表紙などで見られる。
- 池波正太郎の時代小説鬼平犯科帳、剣客商売などを好む。
- 髙橋真梨子、優香、The Beatles、サザンオールスターズのファン。

## 著書
- 『不真正不作為犯の理論（第2版）』（慶應通信、1983年、初版1979年）
- 『法情報要論』（石村善助、吉永和隆、井上大との共著）（専修大学出版局、1991年）
- 『現代刑法論争I（第2版）』共著（勁草書房、1997年、初版1988年）
- 『現代刑法論争II（第2版）』共著（勁草書房、1997年、初版1985年）
- 『刑法における錯誤論の新展開』（成文堂、1991年）
- 『刑法総論講義ノート（第3版）』（勁草書房、2005年、初版1998年）
- 『刑法各論講義ノート（第3版）』（勁草書房、2005年、初版1997年）
- 『違法性の基礎理論』（イウス出版、2005年）
- 『読書と人生―刑法学者による百学百話―』（「SI Libretto」005）（専修大学出版局、2011年）
- 『刑法総論（第2版）』（成文堂、2022年）
- 『刑法各論』（成文堂、2020年）
- 『不作為犯論の諸相』（成文堂、2023年）
- 『刑法講話』（成文堂、2025年）